# ゼネラル・エレクトリック GE90

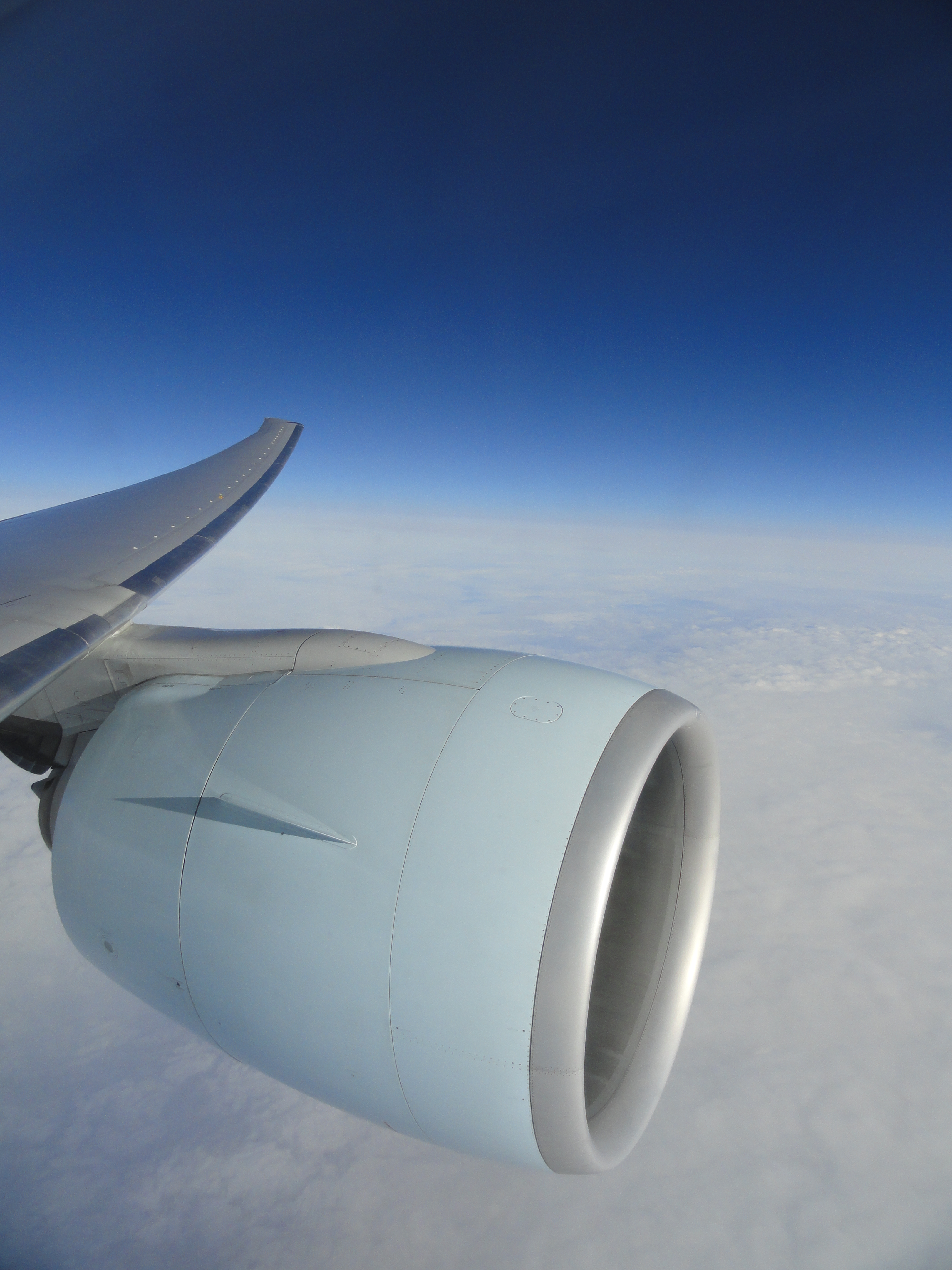
GE90

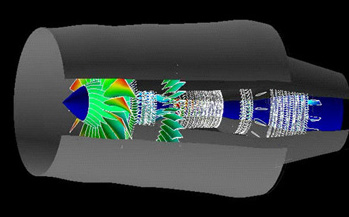
NASA GE90 エアフローシミュレーション

ゼネラル・エレクトリック GE90 (General Electric GE90)は、ゼネラル・エレクトリック・エアクラフト・エンジンズ（GEAE、現GE・アビエーション）が開発した航空機用高バイパスターボファンエンジンである。
初めて導入された航空機は、1995年11月に就航したブリティッシュ・エアウェイズ所有のボーイング777で、以降もボーイング777でのみ採用されている。ボーイング777は、777-200、777-200ER、777-300ではGE90の他に2種類のエンジンが採用されており、777-200LR、777-300ERおよび777FではGE90のみが採用されている。

## 概要
GE90シリーズは航空史上最も巨大なエンジンであり、ファンの直径は初期型で312cm、最新型のGE90-115Bでは325cmである。また推力は329～512kNであり、ギネス・ワールド・レコーズの推力の記録には最高推力の569kN（定格は513kN）として認定されている。この数値は、約60時間の運用限界耐久試験(最高ファン速度、最高コア速度、最高排出ガス温度）の値である。増加するねじり圧力に対応させるため、全く新しいスチール合金のGE1014は、非常に高精度に製作、加工された。
1970年代にアメリカ国立航空宇宙局(NASA)の計画で作られた省エネルギーエンジン(Energy Efficient Engine)を発展させたGE90は、10ステージの高圧コンプレッサーが23:1の圧力比を発生させる。これは産業記録である。複合材料で作られているGE-115Bのファンブレードは非常に高度なデザインである。(ファンブレードの前縁部はバードストライク対策のためチタンで覆われている)
GE90-115Bのファンブレードはニューヨーク近代美術館に展示されている。

## メンテナンスコスト
GE90搭載機がエンジントラブルでスペアパーツのない空港に緊急着陸した場合、エンジン単体においてもあまりに巨大なサイズのため、An-124 ルスラーン のような超巨大輸送機でなければ運ぶことができず、交換が非常に困難であるが、ファンをコアから取り外した状態であればボーイング747輸送機で運ぶことができる。このようなリスクを最小限に抑える代償として通常のメンテナンスコストの高騰を招いている。
2005年12月17日、GE90-94Bを搭載したエールフランスのソウル発パリ行きボーイング777がエンジントラブルを起こし、シベリアのイルクーツクへ緊急着陸した。この時には実際にAn-124でエンジンを輸送し交換された。事故の原因は調査中である

## 派生エンジン
ボーイング787、ボーイング747-8向けの後継エンジンGEnxは、GE90を元にして開発されている。GE・アビエーションとプラット・アンド・ホイットニーの共同出資会社であるエンジン・アライアンスは、GE90の派生型としてエアバスA380向けのGP7200を開発した。

### GE9X
2012年2月にGEはボーイング777X向けのエンジンとして、やや小型の派生型 GE9X を発表した。GE90-115Bと同じ直径325cmのファンを備え、推力は777-9X向けで70kN下げた443kN、777-8X向けで390kNとされた。バイパス比10:1、圧縮比60:1の新型エンジンにより燃費は10%向上するとされていた。新規開発の11段高圧圧縮機で圧縮比27:1を実現する計画であった。
2014年にGEはGE9Xの仕様を改定し、推力を450kNから470kNに引き上げた。ファン直径も335cmから339cmに拡大された。これにより、GE9XはこれまでGEが製造したエンジンの中でも最大のファンを備えることになった。
GEを中心として日米欧の5か国で国際共同開発が行われている。GE90より燃費が10％向上、推力10万ポンドでファンの直径は340cmと民間機用エンジンでは最大となった。第4世代の複合材を用いたファンブレードとファンケースが採用されている。2017年5月に認証試験が開始した。

## 系列と搭載機
| エンジン          | GE90-75B から -94B 系列 | GE90-75B から -94B 系列 | GE90-75B から -94B 系列 | GE90-75B から -94B 系列 | GE90-75B から -94B 系列 | GE90-75B から -94B 系列       | GE90-75B から -94B 系列 | GE90-110B1 から -115B 系列 | GE90-110B1 から -115B 系列 | GE90-110B1 から -115B 系列 | 競合するエンジン |
| エンジン          | GE90-75B                | GE90-76B                | GE90-77B                | GE90-85B                | GE90-90B                | GE90-92B                      | GE90-94B                | GE90-110B1                 | GE90-113B                  | GE90-115B                  | 競合するエンジン |
| ----------------- | ----------------------- | ----------------------- | ----------------------- | ----------------------- | ----------------------- | ----------------------------- | ----------------------- | -------------------------- | -------------------------- | -------------------------- | ---------------- |
| 海面高度での 推力 |                         | 75,430 lbf (335.5 kN)   | 77,430 lbf (335.3 kN)   | 81,230 lbf (361.3 kN)   | 90,580 lbf (402.9 kN)   | 92,000 lbf (409.2 kN) approx. | 90,580 lbf (402.9 kN)   | 110,760 lbf (492.7 kN)     | 113,530 lbf (505.0 kN)     | 115,540 lbf (513.9 kN)     |                  |
| 777-200           |                         |                         |                         |                         |                         |                               |                         |                            |                            |                            |                  |
| 777-200ER         |                         |                         |                         |                         |                         |                               |                         |                            |                            |                            |                  |
| 777-300           |                         |                         |                         |                         |                         |                               |                         |                            |                            |                            |                  |
| 777-200LR         |                         |                         |                         |                         |                         |                               |                         |                            |                            |                            |                  |
| 777-300ER         |                         |                         |                         |                         |                         |                               |                         |                            |                            |                            |                  |
| 777 貨物機        |                         |                         |                         |                         |                         |                               |                         |                            |                            |                            |                  |

## 仕様

### (GE90-94B)

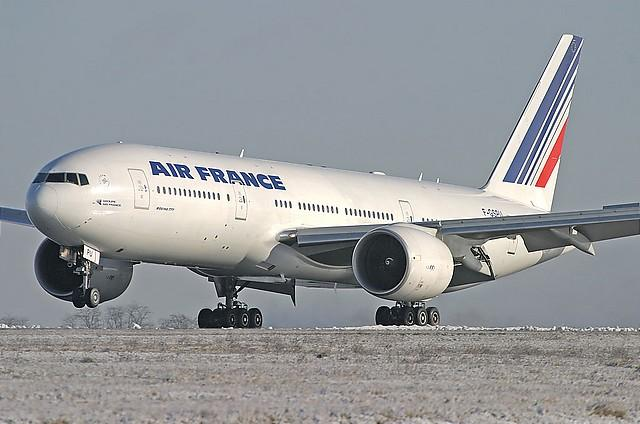
GE90-94Bを搭載したエールフランスのボーイング 777-200ER

#### 一般的特性
- 形式: 軸流式, 2軸, ターボファン
- 全長: 287 in (7,290 mm)
- 直径: 全体: 134 in (3,404 mm) ; ファン: 123 in (3,124 mm)
- 乾燥重量: 16,644 lb (7,550 kg)

#### 構成要素
- 圧縮機: 軸流式: 1 幅広のファン、 低圧3段、高圧10段
- タービン: 軸流式: 6段の低圧, 2段の高圧

#### 性能
- 推力: 海面高度で最大: 93,700 lbf (416.8 kN)
- 全圧縮比: 40:1
- 推力重量比: 約5.6:1

### (GE90-115B)

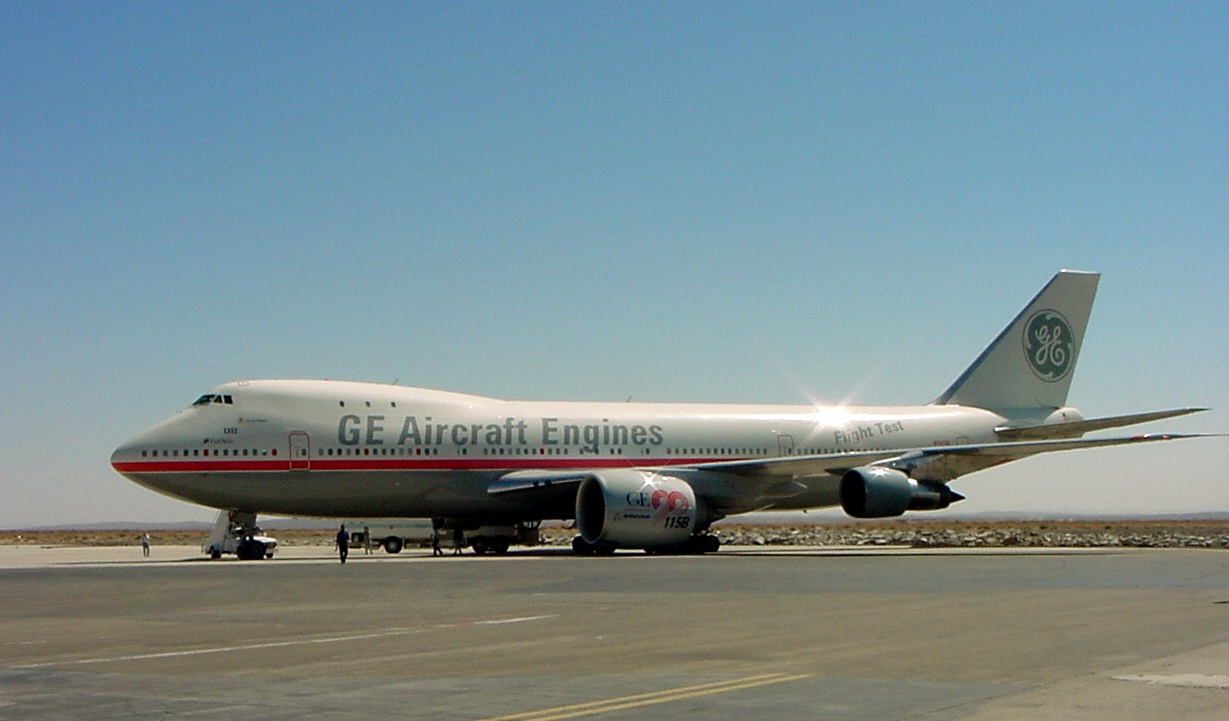
A GE90-115B を2番パイロンに搭載した GE社の ボーイング 747 モヘベ空港にて試験飛行機 2002年

#### 一般的特性
- 形式: 軸流式, 2軸, ターボファン
- 全長: 287 in (7,290 mm)
- 直径: 全体: 135 in (3,429 mm) ; ファン: 128 in (3,251 mm)
- 乾燥重量: 18,260 lb (8,283 kg)

#### 構成要素
- 圧縮機: 軸流式: 1 幅広の後退角をもつファン,低圧4段,高圧9段
- タービン: 軸流式:　低圧6段,高圧2段

#### 性能
- 推力: 海面高度で最大: 115,300 lbf (512.9 kN) (52,300 kg)世界記録: 127,900 lbf (568.9 kN) (58,010kg) 高度827 mで達成
- 全圧縮比: 42:1
- 推力重量比: 約6.3:1

### その他
- 1台のおよその値段: $2000万ドル(2007 USD)

- 1台のGE90-115B の出力は111,526 HP[16]、タイタニック号2隻に相当する。

- 1台のGE90エンジンは離陸時の推力で200万立方フィートの空気を1分間に吸い込む[17].

- 1台のGE90-115B エンジンで8つのJT3Dジェットエンジンの推力(136,000lbf)と、7つのJT3Dジェットエンジンの推力(119,000lbf)の中間に相当する推力を発生させる。米軍の戦略爆撃機B-52は8つのJT3Dエンジンを搭載している。